# Мадемски села
Мадемски села, също Мадемохория или Мадемнохория (на гръцки: Μαντεμοχώρια, в превод Мадемски села), е историко-географска и етнографска област на Халкидическия полуостров, Егейска Македония, Гърция. Главно селище на областта е Арнеа (старо Леригово). Традиционното занимание на Мадемските села е рударството - разработването на в сребърните мини в планината Пиявица (Стратонико Орос).
Областта обхваща 12 села от демите Аристотел и Полигирос: Галатища, Вавдос, Стагира (Казанджи махала), Станос, Варвара, Арнеа (Леригово), Неохори (Ново село), Стратоники (Извор), Мегали Панагия (Ревеник), Йерисос, Маратуса (Долна Равна) и изоставеното днес Хоруда.
Македонските метални рудници са споменати още от античните автори. Експлоатацията на мините продължава и през римския период, но разработването на богатите златни и сребърни мини в Испания от римляните довежда до западане на мините на Халкидики. Тяхната експлоатация е възобновена през византийския период. От IX век областта е известна като Сидерокавсия или Сидерокапса (Σιδηροκαύσια, Σιδερόκαψα). С османското завоевание в началото на XV век, мините на Халкидики преживяват нов период на просперитет. Пещите са около 500-600, като се произвежда цинк и олово, а миньорите плащат данък една на всеки 12 унции сребро. През XVI и XVII век в района сe редуват периоди на възход и спад.
Пиер Белон посещава през 1549 година Мадемохорията и заварва там българско население:
| „ | Ceux qui habitent aux miniers de Siderocapsa sont gents ramassés, et usent de langage différent, comme Esclavon, Bulgare, Grec, Albanois... Les ouvriers metallaires qui y besognent maintenant, sont pour la plus part de nation Bulgare. Ония, които работят в рудниците на Сидерокапса, са събрани от разни народности и говорят различни езици, като славянски, български, гръцки, турски, албански... Рударите, които сега работят са главно от българска народност. | “ |

Дванадесетте мадемски села се ползват с особени привилегии и са наричани свободни. Управлявани са от управител с титлата Мадем ага. За охрана на сребърните рудници е създаден корпус от 10 000 души, който е набиран от местните села. Свободата, с която се ползват Мадемските села им позволява да участват активно в Халкидическото въстание в 1821 година по време на Гръцката война за независимост и при потушаването му са разорени. В XIX век жителите на областта продължават да се занимават с миньорство. Във втората половина на века местния рудодобив и рудопреработка получават голям удар със създаването на френско-османската компания Металия Касандрас в 1893 година.
В 1826 година Георгиос Манос в „Кратко географско изложение за Гърция и Европейска Турция“ пише, че Сидеро-Капса е малък град, населен само от българи.
Според Атанасиос Стагиритис („Ипериотика или история и география на Епир“), учител по гръцки във Виена в началото на XIX век, който вероятно е от Извор, на Халкидическия полуостров се срещат паланки, села, планини и други с български имена: Извор, Стан, Ново село и други. Запазени са и няколко речи и песни на гръцки език, съдържащи български имена, както и имена на староседелци българи. Според него там вече няма жива българска душа, както ги има около Солун и другаде.
| „ | Κατά τά Ανατολικά παραθαλάσσια τῆς Μακεδονίας, ὅπου ἦταν ἡ χώρα Χαλκιδική καλουμένη, ὠνομάζονται ἔτι κωμοπόλεις, καὶ κῶμαι , καὶ ὄρη, καὶ ἄλλα τοιαῦτα, μὲ ὀνόματα Βουλγάρων · Ἴσβουρος, Στανὸς , Νιβοσέλον καὶ λοιπά · σώζονται καὶ τινὲς λέξεις, καὶ τρα ξούδια εἰς γλῶσσαν ἑλληνικὴν, περιέχοντα ὀνόματα Βουλγάρων · εὑρίσκονται καὶ ὀνόματα τινῶν ἀρχαίων ἐγκατοίκων Βουλγάρων Ψυχή Βουλγάρου ὅμως ἤδη δὲν ὑπάρχει , καθὼς εὑρίσκονται περὶ τὴν Θεσσαλονίκην καὶ ἀλλαχου , οὔτε ἄλλου ἔθνες , ούτε γλώσσης , ἐκτὸς τινῶν Λατινικῶν , μανίκια , κολίγας , και τινων ἄλλων . Ἐκ τούτων οὖν φαίνεται ὅτι ἦσαν καί ἐκεῖ Βούλγαροι ἐγκάτοικοι, πλήν ἐξελληνίσθησαν, ἀναγκαζόμενοι μά λιςα ὑπὸ τῆς ̓Εκκλησίας, καὶ τῶν ἐκεῖ ἐθίμων · ἐπειδὴ δὲν εἶχον ὄντε ̔Ιερᾶς ὄντε ἐκκλησιαςικὰ βιβλία εἰς τὴν γλῶσσαν αὐτῶν. По източното крайбрежие на Македония, където е била областта наречена Халкидики, някои паланки, и села, и планини и всякакви подобни, носят български имена: Исвурос, Станос, Новоселу и други. Оцелели са и някои думи и песни на гръцки език, съдържащи имената на българи. Намират се и имена на старите жители българи. Но няма жива душа българин, както се намират около Солун и на други места, нито от някой друг народ или език освен латински - μανίκια [ръкав], κολίγας [колега] и малко други. От всичко това изглежда, че е имало там жители българи, вече погърчени, принудени от Църквата и тамошните обичаи, тъй като те нямаха свещеници, нито църковни книги на своя език. | “ |

Съгласно данни на хилендарски монаси до към средата на XIX век в Ново село и съседното Извор все още се говори български, а към 1900 година има отделни стари хора, които помнят българския език. Васил Диамандиев, пътувал от Солун за Света гора през 1850-те години, е слушал да се пеят по селата български жътварски песни, обаче без да разбира населението смисъла им.

## Личности
- Константий Маронийски (? – 1821), гръцки духовник, участник в Гръцката война за независимост